# Sister Sledge
Sister Sledge is een Amerikaanse muziekgroep uit Philadelphia, opgericht in 1972. Sister Sledge bestaat uit vier zusters, Debbie Sledge (9 juli 1954), Joni Sledge (13 september 1956 - Phoenix, 10 maart 2017), Kim Sledge (21 augustus 1957) en Kathy Sledge (6 januari 1959). Kathy verliet de band eind jaren tachtig. De groep is voornamelijk bekend van discohits als "We Are Family", "He's the Greatest Dancer" en "Lost in Music". Hun grootmoeder was operazangeres Viola Williams.

## Geschiedenis
In 1979 had de groep grote hits met "He's The Greatest Dancer", "We Are Family" en "Lost in Music". De nummers zijn afkomstig van het album We Are Family, geproduceerd door Nile Rodgers en Bernard Edwards van Chic. Het succesvolle album werd in 1980 opgevolgd door het eveneens door Edwards en Rodgers geproduceerde Love Somebody Today, waarop onder andere de kleine hit "Got to Love Somebody" staat.
Hierna veranderde de groep van producer en werd Narada Michael Walden aangenomen voor de productie van All American Girls, waarvan het titelnummer een grote hit werd in 1981. Een andere platina hit was "Frankie" uit 1985. Ook wisten ze nog succes te bereiken met remixen van opnieuw uitgebrachte nummers: remixen van "Lost in Music" en "We Are Family" werden bijvoorbeeld een grote hit in 1984.
Sister Sledge kreeg in de loop der jaren veel prijzen en onderscheidingen, waaronder Grammy Awards. Kathy bracht in 1992 een soloalbum uit, Heart. In 1997 nam de groep het album African Eyes op.
In 2011 waren ze alle vier te gast bij Oprah Winfrey en zongen daar hun hit We Are Family.
Op 10 maart 2017 werd Joni Sledge levenloos aangetroffen in haar woning in Phoenix.

## Trivia
- Debbie Sledge woonde een tijd in Joppe in Gelderland en pendelt nu tussen Arizona, New York, Nederland en Denemarken, met haar Nederlandse man (in 1993 gehuwd). Hij werkte op de vrije school Zutphen (destijds de IJsselbovenbouw) als dramadocent, waar zij tot 2009 af en toe haar man weleens bijstond. Joni (Joan) woonde in Californië tot ze op 10 maart 2017 overleed, Kim woont in Arizona en Kathy Lightfoot-Sledge in Philadelphia.[2]

## Discografie

### Albums
| Album met eventuele hitnotering(en) in de Nederlandse Album Top 100 | Datum van verschijnen | Datum van binnenkomst | Hoogste positie | Aantal weken | Opmerkingen   |
| ------------------------------------------------------------------- | --------------------- | --------------------- | --------------- | ------------ | ------------- |
| All American Girls                                                  |                       | 28-02-1981            | 13              | 10           |               |
| When the Boys Meet the Girls                                        |                       | 29-06-1985            | 49              | 9            |               |
| And Now...Sledge Again                                              |                       | 05-12-1992            | 72              | 7            | Verzamelalbum |
| Up All Night - The Greatest Hits                                    |                       | 14-09-2013            | 86              | 2            | Verzamelalbum |

| Album met hitnotering(en) in de Vlaamse Ultratop 200 albums | Datum van verschijnen | Datum van binnenkomst | Hoogste positie | Aantal weken | Opmerkingen   |
| ----------------------------------------------------------- | --------------------- | --------------------- | --------------- | ------------ | ------------- |
| Up All Night - The Greatest Hits                            |                       | 03-08-2013            | 66              | 12           | Verzamelalbum |

### Singles
| Single met eventuele hitnotering(en) in de Nederlandse Top 40 | Datum van verschijnen | Datum van binnenkomst | Hoogste positie | Aantal weken | Opmerkingen                                                                              |
| ------------------------------------------------------------- | --------------------- | --------------------- | --------------- | ------------ | ---------------------------------------------------------------------------------------- |
| He's the Greatest Dancer                                      |                       | 17-03-1979            | 16              | 7            | Veronica Alarmschijf Hilversum 3 / #18 in de Nationale Hitparade / #24 in de TROS Top 50 |
| We Are Family                                                 |                       | 14-07-1979            | 14              | 6            | #16 in de Nationale Hitparade / #11 in de TROS Top 50 / TROS Paradeplaat Hilversum 3     |
| Lost in Music                                                 |                       | 22-09-1979            | 15              | 9            | #12 in de Nationale Hitparade / #16 in de TROS Top 50                                    |
| Got to Love Somebody                                          |                       | 26-01-1980            | tip8            | 5            |                                                                                          |
| All American Girls                                            |                       | 14-02-1981            | 6               | 10           |                                                                                          |
| He's Just a Runaway                                           |                       | 16-05-1981            | 10              | 9            | Veronica Alarmschijf Hilversum 3                                                         |
| Lost in Music (remix)                                         |                       | 27-10-1984            | 6               | 10           |                                                                                          |
| We Are Family                                                 |                       | 09-02-1985            | 39              | 3            |                                                                                          |
| Frankie                                                       |                       | 29-06-1985            | 9               | 10           |                                                                                          |
| We Are Family (nieuwe versie) / I Want Your Love              |                       | 06-03-1993            | tip13           | 5            |                                                                                          |

| Single met hitnotering(en) in de Vlaamse Ultratop 50 | Datum van verschijnen | Datum van binnenkomst | Hoogste positie | Aantal weken | Opmerkingen |
| ---------------------------------------------------- | --------------------- | --------------------- | --------------- | ------------ | ----------- |
| He's the Greatest Dancer                             |                       | 14-04-1979            | 20              | 3            |             |
| We Are Family                                        |                       | 28-07-1979            | 20              | 2            |             |
| Lost in Music                                        |                       | 06-10-1979            | 14              | 7            |             |
| Got to Love Somebody                                 |                       | 02-02-1980            | 23              | 2            |             |
| All American Girls                                   |                       | 28-02-1981            | 6               | 11           |             |
| He's Just a Runaway                                  |                       | 23-05-1981            | 9               | 10           |             |
| Lost in Music (remix)                                |                       | 03-11-1984            | 7               | 11           |             |
| Frankie                                              |                       | 29-06-1985            | 4               | 13           |             |

### NPO Radio 2 Top 2000
| Nummers met noteringen in de NPO Radio 2 Top 2000 | '99  | '00  | '01  | '02  |
| ------------------------------------------------- | ---- | ---- | ---- | ---- |
| Lost in Music                                     | 1346 | 1566 | 1501 | -    |
| We are family                                     | 1845 | -    | -    | 1918 |

1. ↑  Een '-' betekent dat het nummer niet was genoteerd en een vetgedrukt getal geeft de hoogste notering van een nummer aan.
2. ↑  Deze tabel is bijgewerkt tot en met de laatste editie (2024).